# Takei Takuya
Takuya Takei (sinh ngày 25 tháng 1 năm 1986) là một cầu thủ bóng đá người Nhật Bản.

## Sự nghiệp câu lạc bộ
Takuya Takei đã từng chơi cho Gamba Osaka, Vegalta Sendai và Matsumoto Yamaga FC.